# Janine MacGregor
Pour les articles homonymes, voir MacGregor.
Janine MacGregor, née le 6 janvier 1960, est une ancienne athlète britannique. Aux Jeux olympiques d'été de 1980, elle a obtenu une médaille de bronze en relais 4 × 400 m.

## Jeux olympiques
- 1980 à Moscou ( Union soviétique) 
  -  Médaille de bronze en relais 4 × 400 m